# میهمان (فیلم ۲۰۱۴)
میهمان (به انگلیسی: The Guest) یک فیلم ترسناک مهیج و اکشن به کارگردانی آدام وینگارد است که در سال ۲۰۱۴ منتشر شد.

## بازیگران
- دن استیونز
- ایتان امبری
- ژول دیوید مور
- لنس ردیک
- لیلند ارسر
- شیلا کلی
- ای.جی بوون